# Estadio Tecnológico de la UDG
El Estadio Tecnológico de la UDG fue un estadio de béisbol que estaba localizado en la ciudad de Guadalajara, Jalisco, México. Albergó béisbol de la Liga Mexicana hasta 1995. Tenía una capacidad para 4,000 aficionados. El estadio fue casa de los Charros de Jalisco durante sus distintas etapas en la Liga Mexicana de Béisbol hasta 1995. El estadio fue escenario de grandes peloteros como Benjamín "Cananea" Reyes, Fernando Valenzuela, Aurelio Rodríguez, entre otros. Pertenecía a la Universidad de Guadalajara y fue demolido en 2003 debido a problemas en su estructura.
En 1971 los Charros se coronaron campeones en este estadio contra los Saraperos de Saltillo, una serie que perdía 3 juegos a 0, los Charros ganaron los últimos cuatro partidos logrando el segundo título de su historia.